# Mohamedsafiek Radjab
Mohamedsafiek Radjab is een Surinaams zangvogelsporter en politicus. In de zangvogelsport won hij in de pikolet-klasse. Voor PL was hij tussen 2010 en 2015 voorzitter van het ressort Meerzorg. Hij was kandidaat voor de VHP in Commewijne tijdens de verkiezingen van 2020. Sinds augustus 2020 is hij districtscommissaris voor Commewijne.

## Biografie
Radjab komt in de zangvogelsport op wedstrijdniveau uit in de pikolet-klasse; pikolet is de Surinaamse naam voor de zwartkopzaadkraker. In 2016 werd hij semi-kampioen tijdens het landelijk Esmerelda Juni Zangvogeltoernooi op het Onafhankelijkheidsplein in Paramaribo.
In de periode tussen 2010 en 2015 was hij voorzitter van de ressortraad van Meerzorg. Tijdens een partijbijeenkomst van Pertjajah Luhur in 2012 behoorde Radjab tot de enige twee die hun tegenstand tegen de aanpassing van de Amnestiewet openlijk uitspraken. Het doel van de aanpassing was de verlening van amnestie aan de schuldigen achter de Decembermoorden van 1982. Radjab kon zijn goedkeuring niet geven, zolang de daders geen spijt hadden betuigd en niet duidelijk was wie schuldig waren.
In aanloop naar de verkiezingen van 2020 was hij lid van de Vooruitstrevende Hervormings Partij (VHP). Voor deze partij kandideerde hij in Commewijne voor een zetel in De Nationale Assemblée. Hij kreeg echter te weinig stemmen achter zich. In augustus 2020 werd hij benoemd tot districtscommissaris voor Commewijne.